# 李思朗
李思朗（英語：Winston Lee Sze-long），現任西貢區青年社區建設委員會委員。曾任香港建制派智庫組織專業動力青年團副召集人，參選已取消的2020年立法會選舉新界東選區。